# تپه چپ دره سی
تپه چپ دره سی مربوط به دوره اشکانیان - دوره ساسانیان است و در شهرستان ماهنشان، بخش انگوران، دهستان انگوران، روستای انگوران، ۳۰۰ متر شمال شرق روستا واقع شده و این اثر در تاریخ ۲۵ آبان ۱۳۸۷ با شمارهٔ ثبت ۲۳۸۳۹ به‌عنوان یکی از آثار ملی ایران به ثبت رسیده است.